# Brusiek
Brusiek (prononciation : [ˈbruɕɛk]) est une localité polonaise de la gmina de Koszęcin, située dans le powiat de Lubliniec en voïvodie de Silésie.